# Чо-Чо
«Чо-Чо», или «Народ Чо-Чо», реже «Тхо-Тхо» (англ. Tcho-Tcho people) — вымышленная раса существ из рассказа «Логово звёздного отродья» (1931) Августа Дерлета и Марка Шорера, а также последователей «Мифов Ктулху». Говард Лавкрафт упоминает Чо-Чо в рассказе «Ужас в музее» (1932) и повести «За гранью времён» (1936). Дерлет упоминает Чо-Чо в своих книгах в Мифах Ктулху.

## Описание
Август Дерлет описывает народ Чо-Чо в рассказе «Логово звёздного отродья» (англ. The Lair of the Star-Spawn):
Чо-Чо полчища низкорослых людей, самый высокий из них был ростом не более чем метр двадцать. Они имели необычайно маленькие глаза, глубоко посаженные в куполообразные, безволосые головы. Эти странные карлики напали на нашу группу, зарубив людей и животных своими яркими мечами быстрее чем наши смогли достать оружие. Они жили на высоких холмах, где лежит так называемое затерянное Плато Сунг. Правда, ещё до того, как мы покинули провинцию Хо-Нан, до нас дошли таинственные легенды о необычной расе маленьких людей, которым туземцы дали странное название Чо-Чо. Они якобы живут неподалёку или непосредственно на Плато Сунг, в месте, где обитает зло. Чо-Чо, — маленькие человечки... из Озера Ужаса... города-крепости.
Их не так много, но они по-своему сильны. Однако есть любопытные упущения в их интеллекте. Вчера, например, после того, как они выследили ваш отряд с вершины этой башни и уничтожили его, они вернулись с двумя убитыми; те были застрелены. Люди Чо-Чо не могли поверить в то, что их товарищи мертвы, поскольку они не могут представить себе такое оружие, как пистолет. В основе своей они очень простые люди, и всё же злонамеренные по своей природе, поскольку знают, что работают на уничтожение всего хорошего, что есть в мире.

Чо-Чо — это народ почти человеческих аборигенов в горах Азии. Их можно найти в древнем городе Алаозар на вершине плато Сунг в Бирме, на островах Андерман, Тибете и Малайзии. Чо-Чо произошли от людей, но заметно меньше, имеют ярко-красную кожу и другие заметные физиологические отличия. В легендах есть намеки на то, что Зар и Ллойгор сотворили Чо-Чо при помощи генной инженерии в доисторические времена, или что Чо-Чо «выросли из "семян" богохульных близнецов». Чо-Чо враждебны другим племенам и человечеству. Они поклоняются Хану, Чаугнар Фаугну (из творчества Фрэнка Бэлнэпа Лонга), Ран-Теготу, Хастуру и его потомкам. Чо-Чо известен «культ пожирателей трупов Ленга», упомянутый в «Некрономиконе» (из рассказа «Пёс» Лавкрафта), Люди Ленга из Страны снов, а также у них есть «Лам» в качестве священников (ср. Старейшина Иерофант). Имя «Чо» означает «разрушитель» или «колдун». Сектанты Чо-Чо одеты в длинные зелёные мантии, а их лбы украшают странные пятиконечные звёзды. Чо-Чо имеют рост не более четырёх футов (120 см), но обладают удивительной силой. Их "необыкновенно маленькие глаза" глубоко посажены в куполообразные, безволосые головы  
Дерлет воскресил Чо-Чо в рассказе «Оседлавший ветер» (англ. The Thing that Walked on the Wind)  (1932), в котором он вводит персонажа Вендиго - Итакуа. Один человек в этом рассказе вскользь упоминает "запретные и проклятые рисунки народа Чо-Чо в Бирме", а позже - об "избегаемом людьми, запретном плато Ленг, где когда-то правили Древние" . Это примечательный момент, поскольку Лавкрафтовский Ленг, очевидно, является прототипом Дерлетовского Сунга.
В рассказе «Сделка Сэндвина» (1940) Дерлет переселил племя Чо-Чо в Тибет. В этой истории один из персонажей заключил инфернальный договор "служить порождениям Ктулху и Ллойгора среди народа Чо-Чо в отдалённом Тибете".

Август Дерлет создает расширенную вселенную «Мифов Ктулху» и связывает работы Лавкрафта со своими, в которых идет борьбы Старших и Древних богов:
Много веков назад на Земле жила странная раса древних существ Чо-Чо; они пришли с Ригеля и Бетельгейзе, чтобы поселиться здесь и на других планетах. Но за ними последовали те, кто являлись их рабами на звёздах, те, кто противостоял Старшим Богам - злые последователи Ктулху, Хастура Невыразимого, Ллойгора и Зара, Богохульные близнецы. Великие Древние сражались с этими злобными существами за обладание Землёй, и спустя много веков они победили. Хастур бежал в открытый космос, а Ктулху был изгнан в затерянное морское царство Р'льех, в то время как Ллойгор и Жар были заживо погребены глубоко во внутренних твердынях Азии - под проклятым Плато Сунг!
Pатем Древние, Старшие Боги вернулись на звёзды Ориона, оставив позади проклятых Ктулху, Ллойгора, Жара и других. Но злые существа оставили свои семена на плато, на острове посреди Озера Ужаса, в котором они должны были остаться по воле Старших Богов. И вот из этих семян вырос народ Чо-Чо, отродье древнего зла, и теперь эти люди ждут того дня, когда Ллойгор и Жар восстанут и пронесутся по всей Земле!

Лидера народа Чо-Чо зовут Э-по, ему 7000 лет! Э-по может открыть дорогу для Ллойгора и Зара. Путь должен быть открыт, иначе даже Звёздные Воины не смогут проникнуть на Землю. Это бесчисленные орды странных, огненных существ, по-видимому, верхом на вьючных созданиях. Всадники в небе странным образом по своему строению напоминают людей, за исключением того, что по бокам у них ростут три пары отростков, похожих на руки, но не совсем, и в этих отростках они держат странное трубчатое оружие. Размеры этих существ были чудовищными. Это были Звёздные Воины, посланные Древними из Ориона.
Дерлет упоминают Чо-Чо в рассказах «Таящийся у порога», «Ведьмин Лог», «Дом на Карвен-стрит», «Следящий с небес», «Чёрный остров», «Козодои в распадке» и «Печать Р'льеха».

## Лавкрафт
Лавкрафт упоминает Чо-Чо в рассказе «Ужас в музее» (1932): 
Ты помнишь, - воскликнул Роджерс, - что я говорил о том городе-руинах в Индокитае, где обитал Чо-Чо? Ты должен был поверить, что я в самом деле был там, когда я показывал тебе фотографии, пусть даже ты подозревал, что длинное тело, плавающее во мраке, сделано мной самим из воска. Если б тебе самому довелось увидеть его извивающимся в подземных озерах, как видел его я. А то, о чем я говорю сейчас, еще больших размеров. 
Позже он упоминает Чо-Чо в повести «За гранью времён» (1936): 
Я даже как будто общался — на щелкающем языке Великой Расы — с другими пленниками из разных областей галактики и, прежде всего, нашей Солнечной Системы. Там был один разум — от совсем уж чудовищной расы Чо-Чо.
Лавкрафт упоминает Чо-Чо в письме Дерлету: 
Хотя ваша основная сфера деятельности, вероятно, будет намного шире, у вас, тем не менее, есть явная способность убеждать в существовании призрачных созданий; И было бы жаль, если бы такие существа, как Чо-Чо и ригелианские демоны, навсегда остались бы незамеченными. 
Лавкрафт упоминает Чо-Чо в письме Роберту Блоху:  
Я разрешаю вынести смертный приговор моему персонажу, подписанный Абдулом Альхазредом, Гаспаром дю Нордом (автор "Книги Эйбона"), Фон Юнцтом и Ламой Чо-Чо из Ленга. 

## Вдохновение
Август Дерлет связывает историю народа Чо-Чо и народа Лэнга Лавкрафта. Лавкрафту эта идея понравилась и он дважды включил упоминание Чо-Чо Дерлета в своих произведениях. Дерлет дописал незавершенные рассказы после смерти Лавкрафта, в которые он включил ссылки на Чо-Чо и другие элементы из его творчества.
Роберт Прайс в статье «The True History of the Tcho Tcho People», вошедшей в сборник "Склеп Ктулху" пишет, что Чо-Чо - это литературные дети Августа Дерлета. Они искусственно созданы, чтобы служить Ллойгору и Жару. Когда Старшие Боги заточили Ллойгора и Жара глубоко под землёй, "двойные непристойности" оставили "семена", из которых "произошёл народ Чо-Чо, порождение давнего зла". В итоге Старшие Боги разрушили город вместе с Ллойгором и Жаром, и их подручными, Чо-Чо.Название, скорее всего, не выдумка. "Чо-Чо", похоже, является одной из возможных транслитераций татарского/тибетского слова, которое может подразумевать "огненного колдуна", "чёрного мага" или "разрушителя", а следовательно Чо-Чо получили удачное название: "народ-разрушитель" или "народ колдунов".
Роберт Уильям Чемберс упоминает расу под названием «Чортча» (англ. Tchortcha). Также название похоже на диалект Чочо (англ. Сhocho).

## Последователи «Мифов Ктулху»
Т. Э. Д. Кляйн спас Чо-Чо от безвестности в рассказе «Черный человек с рогом» (1978), ", в котором рассказчик, стареющий друг ГФЛ, узнаёт, что Чо-Чо существуют на самом деле. Это группа фанатичных убийц, поклоняющихся Древним богам и готовящихся нанести удар возможному «осквернителю» в любой точке земного шара. Чо-Чо призывали демона по имени Шо Корон, с помощью которого Чо-Чо преследуют рассказчика, узнавшего слишком много, чтобы позволить ему остаться в живых. 

Кляйн пишет по поводу Чо-Чо:
Я использовал Малайзию в качестве места действия "Чёрного человека" и в качестве базы для Чо-Чо просто потому, что это место, казалось, предлагало больше всего возможностей для моей истории.
В комиксах Marlel повелитель вампиров Варна заявил, что Чо-Чо называли его Тсатхоггуа. 

## Настольные игры
В ролевой игре «Зов Ктулху» появляется множество дополнительных подробностей. Чо-Чо являются потомками Мири-Нигри (англ. Miri-Nigri), которые были созданы Чаугнар Фаугном (из творчества Фрэнка Белнэпа Лонга) из плоти людей и земноводных в доисторические времена.
В ролевой игре «Древний Ужас» Чо-Чо представлены как монстры.